# ボリーバル県 (コロンビア)
ボリーバル県（ボリーバルけん、スペイン語: Departamento de Bolívar）は、コロンビア北部の県。コロンビア合衆国を構成していた州のひとつにちなみ命名された。カリブ海沿岸のカルタヘナからアンティオキア県境まで、マグダレナ川沿いに広がっている。
主要都市には県都カルタヘナのほか、マガンゲとトゥルバコが挙げられる。
一部報道によると、県内の数箇所の金鉱と4.8万ヘクタールの土地がコロンビア革命軍の掌中にある。

## 隣接する県
- アトランティコ県
- マグダレーナ県
- セサール県
- サンタンデール県
- アンティオキア県
- コルドバ県
- スクレ県

## 下位行政区
県は下記の46市から成る（アルファベット順）。
1. アチ市 (Achí)
2. アルトス・デル・ロサリオ市 (Altos del Rosario)
3. アレナル・デル・スール市 (Arenal del Sur)
4. アルホーナ市 (Arjona)
5. アロヨ・オンド市 (Arroyo Hondo)
6. バランコ・デ・ローバ市 (Barranco de Loba)
7. カラマール市 (Calamar)
8. カンタガージョ市 (Cantagallo)
9. エル・カルメン・デ・ボリーバル市 (El Carmen de Bolívar)
10. カルタヘナ市 (Cartagena) - 県都
11. シクコ市 (Cicuco)
12. クレメンシア市 (Clemencia)
13. コルドバ市 (Córdoba)
14. エル・グアモ市 (El Guamo)
15. ハティージョ・デ・ローバ市 (Hatillo de Loba)
16. マガンゲ市 (Magangué)
17. マーテス市 (Mahates)
18. マルガリータ市 (Margarita)
19. マリア・ラ・バハ市 (Maria La Baja)
20. サンタ・クルス・デ・モンポス市 (Santa Cruz de Mompox)
21. モンテクリスト市 (Montecristo)
22. モラーレス市 (Morales)
23. ノロシ市 (Norosí)
24. エル・ペニョン市 (El Peñón)
25. ピニージョス市 (Pinillos)
26. レヒドール市 (Regidor)
27. リオ・ビエホ市 (Rio Viejo)
28. サン・クリストバル市 (San Cristobal)
29. サン・エスタニスラオ市 (San Estanislao)
30. サン・フェルナンド市 (San Fernando)
31. サン・ハシント市 (San Jacinto)
32. サン・ハシント・デル・カウカ市 (San Jacinto del Cauca)
33. サン・フアン・ネポムセーノ市 (San Juan Nepomuceno)
34. サン・マルティン・デ・ローバ市 (San Martín de Loba)
35. サン・パブロ市 (San Pablo)
36. サンタ・カタリーナ市 (Santa Catalina)
37. サンタ・ローサ市 (Santa Rosa)
38. シミティ市 (Simiti)
39. ソプラビエント市 (Soplaviento)
40. タライガ・ヌエボ市 (Talaiga Nuevo)
41. ティキシオ市 (Tiquisio)
42. トゥルバコ市 (Turbaco)
43. トゥルバナ市 (Turbana)
44. ビジャヌエバ市 (Villanueva)
45. サンブラーノ市 (Zambrano)
46. サンタ・ローサ・デル・スール市 (Santa Rosa del Sur)

県の地図。赤点は各市の市庁所在地を示す